# Spiral Architect
Spiral Architect – norweski zespół grający metal progresywny, założony w 1993. Nazwa grupy pochodzi od tytułu kompozycji zespołu Black Sabbath pochodzącej z płyty Sabbath Bloody Sabbath (1973).

## Dyskografia
- Spiral Architect (1996, demo, wydanie własne)
- A Sceptic's Universe (2000, Sensory Records)